# HC Dinamo Minsk
HC Dinamo Minsk (Гандбольный клуб Динамо Минск) ist ein ehemaliger Handballklub aus der belarussischen Hauptstadt Minsk.

## Geschichte
Der Klub wurde belarussischer Meister 2009, 2010, 2011, 2012 und 2013, Sieger der Baltic League 2009 sowie belarussischer Pokalsieger 2010 und 2013.
In der Saison 2011/12 trat Dinamo Minsk international im EHF-Pokal an und schied dort im Viertelfinale gegen den Handball-Bundesligisten Frisch Auf Göppingen aus. 2012/13 unterlag Minsk im Achtelfinale der EHF Champions League RK Metalurg Skopje. In der Saison 2013/14 erreichte die Mannschaft erneut die Königsklasse, scheiterte aber in der Gruppenphase.
Am 27. Februar 2014 wurde bekannt, dass der Verein sich mit sofortiger Wirkung von allen Wettbewerben zurückzieht, nachdem mehrere Sponsoren ausgefallen waren. Alle Spieler dürfen damit ablösefrei wechseln.

## Ehemalige Spieler (Auswahl)
- Pawel Atman
- Wadim Bogdanow
- Dean Bombač
- Iwan Brouka
- Jegor Jewdokimow
- Borut Mačkovšek
- Ivan Ninčević
- Serhij Onufrijenko
- Sergei Schelmenko
- Mykola Stezjura
- Wjatscheslaw Lotschman